# Szlakiem walk Major Hubal
La Szlakiem walk Major Hubal (lit: Caminar per la ruta del Major Hubal) és una cursa ciclista per etapes polonesa. Es disputava per les carreteres del Voivodat de Santa Creu i de Masòvia. Fins al 2006 fou una cursa d'un sol dia, per passar a ser una cursa per etapes el 2007 i fins a la seva desaparició, el 2019. La cursa ret homenatge al Major Henryk Dobrzański (anomenat "Hubal"). Del 2007 al 2010 va formar del calendari de l'UCI Europa Tour, i posteriorment a partir del 2017.

## Palmarès
| Any                    | Vencedor          | Segon                 | Tercer                |
| ---------------------- | ----------------- | --------------------- | --------------------- |
| 2000                   | Cezary Zamana     |                       |                       |
| 2001                   | Tomasz Kłoczko    |                       |                       |
| 2002                   | Radosław Romanik  | Raimondas Vilčinskas  | Sławomir Chrzanowski  |
| 2003                   | Marcin Gębka      | Piotr Zaradny         | Andris Naudužs        |
| 2004                   | Kazimierz Stafiej | Grzegorz Żołędziowski | Wojciech Pawlak       |
| 2005                   | Tomasz Kiendyś    | Dawid Krupa           | Michal Krupik         |
| 2006                   | Tomasz Lisowicz   | Radosław Romanik      | Serguei Firsànov      |
| 2007                   | Tomasz Kiendyś    | Mateusz Komar         | Marcin Sapa           |
| 2008                   | Tomasz Kiendyś    | Wojciech Pawlak       | Wojciech Halejak      |
| 2009 No disputada      |                   |                       |                       |
| 2010                   | Tomasz Kiendyś    | Dariusz Batek         | Artur Przydział       |
| 2011-2015 No disputada |                   |                       |                       |
| 2016                   | Eryk Latoń        | Bartłomiej Matysiak   | Alan Banaszek         |
| 2017                   | Maciej Paterski   | Kamil Zieliński       | Karol Domagalski      |
| 2018                   | Mateusz Taciak    | Filip Maciejuk        | Kamil Gradek          |
| 2019                   | Maciej Paterski   | Grzegorz Stępniak     | Stanisław Aniołkowski |